# Sejny (Landgemeinde)
Die gmina wiejska Sejny ist eine selbständige Landgemeinde in Polen im Powiat Sejny in der Woiwodschaft Podlachien. Ihr Sitz befindet sich in der Stadt Sejny (litauisch Seinai).

## Geographie

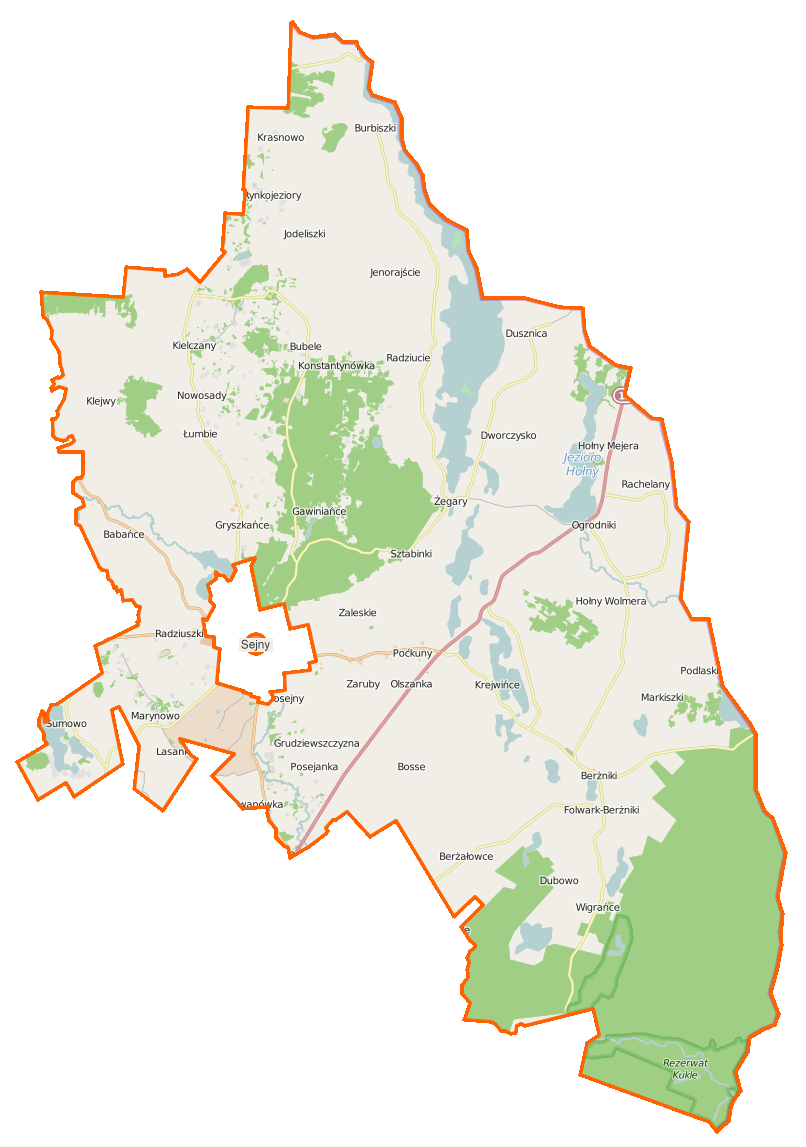
Karte der Landgemeinde

Die Landgemeinde grenzt im Osten an Litauen und umfasst die Stadt Sejny vollständig. Auf ihrem Gebiet liegt der Grenzübergang Ogrodniki.
Die Gmina liegt inmitten der Sudauen-Seenplatte (Pojezierze Wschodniosuwalskie) am Fluss Marycha. Auf der Grenze nach Litauen liegt mit dem Gaładuś der zweitgrößte See der Region.

## Geschichte
Die Gmina gehörte von 1975 bis 1998 zur Woiwodschaft Suwałki.

## Gemeindegliederung
Die Landgemeinde Sejny, zu der die Stadt Sejny selbst nicht gehört, hat eine Fläche von 218 km², auf der (Stand: 31. Dezember 2020) 3933 Menschen leben.
Sie besteht aus 48 Schulzenämtern:
Babańce, Berżałowce, Folwark Berżniki, Bosse, Berżniki, Bubele, Burbiszki, Degucie, Dubowo, Dusznica, Dworczysko, Gawiniańce, Grudziewszczyzna, Gryszkańce, Hołny Mejera, Hołny Wolmera, Jenorajście, Jodeliszki, Kielczany, Klejwy, Konstantynówka, Kolonia Sejny, Krasnogruda, Krasnowo, Krejwińce, Lasanka, Łumbie, Markiszki, Marynowo, Nowosady, Ogrodniki, Olszanka, Poćkuny, Podlaski, Posejanka, Posejny, Półkoty, Rachelany, Radziucie, Radziuszki, Rynkojeziory, Sumowo, Sztabinki, Świackie, Wigrańce, Zaleskie, Zaruby und Żegary.

## Persönlichkeiten
- Szymon Konarski (1808–1839), polnischer Freiheitskämpfer, geboren in Dobkiszki.